# Cubaanse smaragdkolibrie
De Cubaanse smaragdkolibrie (Riccordia ricordii synoniem: Chlorostilbon ricordii) is een vogel uit de familie Trochilidae (kolibries).

## Verspreiding en leefgebied
Deze soort komt voor in Cuba en de Bahama's.